# Резбоєнь-Четате
Резбоєнь-Четате, Резбоєні-Четате (рум. Războieni-Cetate) — село у повіті Алба в Румунії. Адміністративно підпорядковане місту Окна-Муреш.
Село розташоване на відстані 280 км на північний захід від Бухареста, 43 км на північний схід від Алба-Юлії, 45 км на південний схід від Клуж-Напоки.

## Населення
За даними перепису населення 2002 року у селі проживали 1536 осіб.
Національний склад населення села:
| Національність | Кількість осіб | Відсоток |
| -------------- | -------------- | -------- |
| румуни         | 1430           | 93,1%    |
| угорці         | 91             | 5,9%     |
| цигани         | 13             | 0,8%     |

Рідною мовою назвали:
| Мова      | Кількість осіб | Відсоток |
| --------- | -------------- | -------- |
| румунська | 1461           | 95,1%    |
| угорська  | 73             | 4,8%     |